# Ruba amboinense
Ruba amboinense är en tvåvingeart som först beskrevs av Brauer 1882.  Ruba amboinense ingår i släktet Ruba och familjen vapenflugor. Inga underarter finns listade i Catalogue of Life.